# Комический тайминг
Комический тайминг (темпоритм) возникает из шутки исполнителя: он взаимодействует с аудиторией — интонацией, ритмом, каденцией, темпом и паузой — чтобы направлять смех публики, который затем направляет комедийное повествование. Темп подачи шутки может сильно повлиять на её комедийный эффект, даже изменив её смысл; то же самое можно сказать и о более физической комедии, такой как фарс. Комический тайминг также имеет решающее значение для редактирования комедийного видео, чтобы максимизировать воздействие шутки, например, с помощью резкого монтажа.

## История
Использование комического хронометража можно впервые наблюдать в комических пьесах древних греков. В частности, Аристофан указывал короткие паузы в своих произведениях, таких как «Облака», чтобы вызвать смех над разворачивающимися событиями. Уильям Шекспир, наряду с комическими драматургами до него, также использовал комические моменты в большинстве своих пьес. Например, стратегические междометия Клеопатры во время речи Марка Антония в Акте 1 Сцене 2 Антония и Клеопатры превращают серьёзную сцену в комическую. Джордж Бернард Шоу, в частности, продолжал использовать комический хронометраж до конца XIX века. Например, в своей пьесе 1894 года «Оружие и человек» Шоу вызывает смех в конце второго акта расчетливыми вспышками самообладания Николы.
В то время как использование комического тайминга продолжало процветать на сцене, к середине XX века комическое время стало неотъемлемой частью комедийного кино, телевидения и стендап-комедии. В фильмах комики, такие как Чарли Чаплин, Лорел и Харди и Бастер Китон, усовершенствовали свои комедийные выступления за счёт точного расчета хронометража в таких фильмах, как «В час ночи», «Счастливая собака» и «Театр» соответственно. На телевидении Люсиль Болл особенно использовала комический тайминг в своем шоу «Я люблю Люси» . Например, в эпизоде «Люси снимает рекламу на телевидении» Болл разыгрывает рекламу в фальшивом телевизоре, но разрушает иллюзию комично рассчитанным разрывом четвёртой стены телевизионного экрана. В стендапе программа Джорджа Карлина «Семь грязных слов» вызывает смех из-за разницы во времени между произнесением первых шести слов и седьмого. Кроме того, в программе Роуэна Аткинсона «Никто не звонил Джонс» в списке имён учеников использовалось медленный комический тайминг, чтобы выявить несколько двусмысленностей.
В то время как приведённая выше история освещает конкретных авторов и исполнителей, все работники комедии, от Виктора Борге до Саши Барона Коэна и других, использовали комический тайминг для наиболее эффективной передачи своего юмора.

## Такт
Такт — это пауза, сделанная в целях комического хронометража, часто для того, чтобы дать аудитории время распознать шутку и отреагировать, или чтобы усилить напряжение перед произнесением ожидаемой «изюминки». Паузы — иногда называемые «драматическими паузами» — в этом контексте могут использоваться для различения подтекста или даже бессознательного содержания, то есть того, о чём на самом деле думает говорящий. Паузу также можно использовать для усиления переключения направления. По мере того, как спикер говорит, аудитория естественным образом «заполняет пробелы», заканчивая ожидаемое окончание мысли. Пауза позволяет этому произойти до того, как комик выдаст другое продолжение, тем самым удивив слушателя и вызвав смех.

## Многозначительная пауза
Многозначительная пауза (как в классическом определении «множество возможностей») — это приём комического тайминга, используемый для подчёркивания комедийного элемента, который использует комические паузы в конце фразы для создания саспенса. Он часто используется в конце комично неловкого заявления или в тишине после, казалось бы, некомичной фразы, чтобы вызвать камбек. Усовершенствованный Джеком Бенни, который представил особый язык тела и фраз в своих многозначительных паузах, последняя стала основным элементом стендап-комедии .